# Nastus decaryanus
Nastus decaryanus — вид рослин роду Nastus підродини бамбукові (Bambusoideae) родини тонконогові (Poaceae).

## Морфологічна характеристика
Суцвіття волоть. Колоски одиночні, сидячі. Лодікули 3. Пильовики 6. Стигми 3., Багаторічна рослина. Кореневище коротке. Стебло деревоподібне.

## Поширення
Зростає на Мадагаскарі на висоті 1200 м над рівнем моря.